# 交響曲第4番 (ショスタコーヴィチ)
交響曲第4番（こうきょうきょくだい4ばん）ハ短調 作品43は、ドミートリイ・ショスタコーヴィチが作曲した4番目の交響曲である。

## 概要
ショスタコーヴィチ自身が「我が仕事のクレド（綱領）」と呼んだように、この作品はそれまでの集大成として1935年9月13日から1936年4月26日にかけて作られた。構想から作曲、そして完成に至るまでに8か月も要したことから、この作品が「天才」と呼ばれたショスタコーヴィチにとっても容易ならざる作品であったことが分かる。初めはアダージョとして作曲されたが放棄され、さまざまな試行錯誤の末に完成する。なお、放棄された楽譜は《交響的断章「アダージョ」》の名で残されている。
この作品はショスタコーヴィチの全15曲の交響曲の中でも編成が最大であり、技術的に最も演奏至難な曲であることでも知られている。例えば第1楽章のプレストの狂気的なフガートは、テンポどおりでは演奏不可能の作品に属する。クラスター的な音響が取り入れられていたり、第3楽章には明らかに当時のポピュラー音楽から影響を受けたと見られる箇所があることも、この曲の特色と言える。

### マーラーの影響
この交響曲の作曲中、ショスタコーヴィチはグスタフ・マーラーの作品に熱中し、友人のフィンケルシュテインの証言では、手元にマーラーの交響曲第3番と第7番のスコアを置いていたという。事実、ショスタコーヴィチ自身の手による交響曲第3番のスコアが残されるなど、この作品の制作に際してマーラーを参考にしていたことが分かる。作品にも、第1楽章終結部における「郭公の動機」はマーラーの交響曲第1番からの引用、第2楽章のトリオ部はマーラーが愛好していたレントラー舞曲を採用し、第3楽章冒頭部の葬送行進曲はマーラーの交響曲第1番第3楽章冒頭部のパロディ、コーダ部のチェレスタの使用は『大地の歌』の終結部の引用など、その影響が明確に見て取れる。

### 悲運の交響曲
本作は完成後、数奇な運命をたどることになる。1936年1月から2月にかけてオペラ『ムツェンスク郡のマクベス夫人』とバレエ『明るい小川』が、ソビエト共産党機関紙『プラウダ』で批判された（プラウダ批判）。当時ショスタコーヴィチの置かれた状況は決して安泰ではなく、スターリンの粛清下、近親者や友人たちが相次いで投獄され、彼自身トゥハチェフスキー事件に連座して当局の事情聴取を受けるほどであった。この頃のショスタコーヴィチは「たとえ両腕を失おうとも、歯でペンを銜えてでも作曲を続ける」と悲壮な覚悟を述べていた。
交響曲第4番は同年12月11日にシュティードリー指揮、レニングラード・フィルハーモニー管弦楽団で初演を行うことも決まっていたが、シュティードリーによれば、最終リハーサルでは第3楽章に至ってオーケストラが楽曲に対して表立って抵抗を始め、意図的に手を抜いたという。楽団員が騒然とした集会を開いた後、ショスタコーヴィチは自身で楽譜を回収して出て行ったとロディオン・シチェドリンに語っている。また音楽学者のイサーク・グリークマンによれば、当時音楽界や過激派の間にはショスタコーヴィチが過去の批判を無視した形式主義のとんでもない交響曲を書いたという噂が広まっており、ある日リハーサルに作曲家同盟の書記が共産党組織の本部に属する役人風の男と共に現れ、その日のリハーサル後にフィルハーモニーの責任者の部屋に呼び出されたショスタコーヴィチは、20分ほどして戻ってくると意気消沈してずっと黙っていたが、やがて無表情に「交響曲は演奏されない。執拗な忠告により引っ込められた」と語り、作曲者本人によって撤回された扱いになったのだという。その後、1961年12月30日に初演が行われるまでの25年間、本作が日の目を見ることはなかった。
本作の初演を見送った後に交響曲第5番を作曲し、その名誉は回復された。
しかしショスタコーヴィチは本作を、「失敗作でオーケストラで演奏されなかったが、私自身この曲のいくつかの部分は好きだ」と評しているように放棄せず、チャンスがあれば公演を行うつもりであった。1960年代には、すでに総譜は紛失していたが、モスクワ・フィルハーモニー協会の芸術監督グリンベルクとモスクワ・フィルハーモニー管弦楽団の首席指揮者キリル・コンドラシンらがパート譜をもとに復元し、初演の運びとなった。なお、作曲者自身は初演を親友のムラヴィンスキーに頼んだが謝絶され、結局コンドラシンによって初演の運びとなり、これ以後コンドラシンとショスタコーヴィチの交流が生まれた。
以上のような経緯から、本作は長らく正当な評価が下されず、巨匠の隠れた名作とされていた。ショスタコーヴィチの生前に録音された演奏はわずかで、そのほとんどがソ連または東ドイツの指揮者とオーケストラによるものだった。しかし近年になってその真価が再評価され、演奏・録音の機会も多くなってきている。
なお、完成当時、指揮活動でレニングラードを訪れていたオットー・クレンペラーも、師マーラーの影響の強いこの作品に大いに惹かれ、次に予定していた南米でのコンサートに取り上げることを作曲者に約束していたが、上記の理由で立ち消えとなった。
最晩年にショスタコーヴィチは「"音楽の代わりの支離滅裂"の後、指導部が、私に懺悔して自分の罪を償うように、執拗に説得した。だが私は断った。当時は、若さと肉体的な力が、私に味方したのだ。懺悔の代わりに、私は交響曲第4番を書いた」と証言している。

## 初演
- 世界初演：1961年12月30日、キリル・コンドラシン指揮、モスクワ・フィルハーモニー管弦楽団、モスクワ音楽院大ホール
- 日本初演：1986年7月20日、芥川也寸志指揮、新交響楽団（アマチュア）、新宿文化センター大ホール
- プロフェッショナルのオーケストラによる日本初演：1989年10月11日、マレク・ヤノフスキ指揮NHK交響楽団(同楽団第1093回定期演奏会)、NHKホール[10]

## 構成
3つの楽章から構成され、全楽章とも最弱音でおわる。演奏時間は約60分（各26分、8分、26分）。

### 第1楽章
Allegretto poco Moderato - Presto ソナタ形式
ハ短調。ショスタコーヴィチの交響曲にしては珍しく、ブルックナーのように主題が3つあり、様々なキャラクターがベートーヴェンの英雄交響曲のように大量に詰め込まれていて、それが楽章の巨大化の原因となっている。展開部の第2部では突如、第1ヴァイオリンから開始され、低弦にまで至ると金管へと繋がり、楽器が加わって全体が大騒音に突進するプレストの強烈なフガートは全曲中特にインパクトが強い。再現部では極度に変形された第1主題から現れる。また、第三主題の代わりのコーダには第一主題の要素と「郭公の動機」のような動機も現れる。静寂と激動の巨大な楽章である。

### 第2楽章
Moderato con moto スケルツォ A-B-A-B-A(コーダ）
第1楽章の展開部による主題はリズムを変形させた厳格なフーガを構築し、慎ましやかながら壮大なスケールを感じさせる音楽となっている。トリオはヴィオラから始まるが、ホルンによって奏される主題はそのまま次の交響曲第5番の第1主題に用いられている。再現部では弦のフガートで始まる。またトリオの要素が来て最後のコーダでは主部の材料を用いて打楽器が極めてラテン音楽風の印象的なリズムを刻むが、これはチェロ協奏曲第2番、交響曲第15番にも引用されている。

### 第3楽章
Largo - Allegro 終曲 序奏付の自由な変奏曲－長いコーダ
葬送行進曲を思わせる序奏で始まる。ティンパニとコントラバスの増4度のリズムに乗ってファゴットによって奏され、ユーモアも交えるという、いかにもショスタコーヴィチらしいシニカルな組曲風の楽章である。深刻な主題に達して最初の頂点を作る。主部は一転して『魔笛』のパパゲーノのアリアや『カルメン』の「闘牛士の歌」のパロディなどの能天気な音が出るなど、様々な要素の音楽がめまぐるしく現れ徹底的に展開されさまざまな快速調のパッセージが形作られる。後半部、低弦の刻むリズムが静かに消えるが、この主部自体は自由に即興的に作られた一種の主題の無い変奏曲形式と見ることができる。長大なコーダでは突如2人のティンパニの連打に伴い、金管群のハ長調のコラールが堂々と奏でられ、悲劇的な3拍子の行進曲がカタストロフのごとく炸裂する。最後は、力を失い、主調であるハ短調の和音が響く中、弱音トランペットが警鐘のように主題を鳴らし、悲しみと清浄の入り混じるかのようなチェレスタの響きにより静かに終結する。

## 編成
ショスタコーヴィチの交響曲の中では最大の編成であり、134名を必要とする。
- 木管楽器
ピッコロ2、フルート4、オーボエ4（うちイングリッシュホルン持ち替え1）、小クラリネット1、クラリネット4、バスクラリネット1、ファゴット3、コントラファゴット1
- 金管楽器
ホルン8、トランペット4、トロンボーン3、チューバ2
- 打楽器、その他
ティンパニ奏者2、合せシンバル、サスペンデッド・シンバル、トライアングル、大太鼓、小太鼓、シロフォン、タムタム、グロッケンシュピール、チェレスタ、カスタネット、ウッドブロック、ハープ2
- 弦楽器
第1ヴァイオリン22、第2ヴァイオリン20、ヴィオラ18、チェロ16、コントラバス14